# Fernando Ortiz Wiot
Fernando Ortiz Wiot (Las Palmas de Gran Canaria, España, 4 de marzo de 1932 - íbid, 13 de marzo de 2008) fue un político canario.

## Biografía
Fue alcalde de Las Palmas de Gran Canaria entre el 31 de mayo de 1974 y el 1 de diciembre de 1979 y consejero del Cabildo insular de Gran Canaria entre 1974 y 1979. También fue diputado en el Parlamento de Canarias en el periodo comprendido entre 1991 y 1995, además de vicepresidente del consejo de administración de la Caja Insular de Ahorros de Canarias.
Nombrado durante el franquismo, con ocasión de la muerte del Dictador, apoyó un texto presentado por los concejales, en protesta por la homilía que el 21 de noviembre de 1975 realizó el obispo José Antonio Infantes Florido en el solemne funeral celebrado que en presencia de las autoridades provinciales. En ese escrito se hizo constar su desagrado al haberse ignorado durante la homilía las virtudes cristianas y humanas de quien demostró durante toda su vida, amor y entrega a la Patria.
Durante su mandato municipal reorganizó los servicios administrativos del ayuntamiento Las Palmas de Gran Canaria y potenció las prestaciones a los vecinos en una época de cambios políticos y precariedad económica en los ayuntamientos.
Una de sus prioridades fue la política de barrios. En este sentido, impulsó la participación ciudadana a través de las asociaciones de vecinos, hasta el punto de que Las Palmas de Gran Canaria llegó a ser la ciudad de España con más organizaciones vecinales. Cobraron tal importancia que se llegó a discutir con ellas en asambleas, no sólo los problemas de los barrios, sino el propio presupuesto municipal.
En su época de alcalde se dieron pasos importantes para la terminación de la Avenida Marítima, al conseguir para la ciudad los terrenos necesarios para los tramos seis y siete de esta vía.
Se adquirieron los terrenos para el vertedero de basura de Salto del Negro, se puso en funcionamiento la primera planta potabilizadora y se comenzó la construcción de la segunda. Fueron los años en que se recibió «el escalextric» del Teatro Pérez Galdós, realizado por el Ministerio de Obras Públicas y la salida de la carretera del centro. El traslado de las oficinas municipales a su actual ubicación, en el antiguo Hotel Metropole, se acordó también durante su cargo como primer edil.
Fernando Ortiz y su equipo pusieron especial empeño en lograr los solares para la construcción de nuevos colegios y la rehabilitación de los que estaban abiertos y se habían quedado obsoletos.
La mejora de los servicios de alcantarillado, agua y electricidad fue otro de los objetivos que se propuso y que en parte logró gracias a la ayuda de los propios vecinos que pusieron en muchos casos la mano de obra, agrega el comunicado del Ayuntamiento.
Tras unos años en los que la actividad política se redujo a su paso por el Partido del País Canario, Fernando Ortiz reanudó su labor política en 1990 cuando se afilió al PSOE. En 1991 decidió presentarse en la lista electoral del Partido Socialista Canario (PSC-PSOE), que encabezó Jerónimo Saavedra al Parlamento canario. Fue diputado regional hasta 1995.
Su labor profesional como abogado la ha alternado con diferentes cargos institucionales. Fernando Ortiz fue miembro del primer Consejo social de la Universidad de La Laguna (en Tenerife) y de la Universidad de Las Palmas de Gran Canaria (en Gran Canaria). Ocupó un lugar en la directiva del Museo Canario y en la directiva del Centro Atlántico de Arte Moderno (CAAM).